# Central School of Speech and Drama

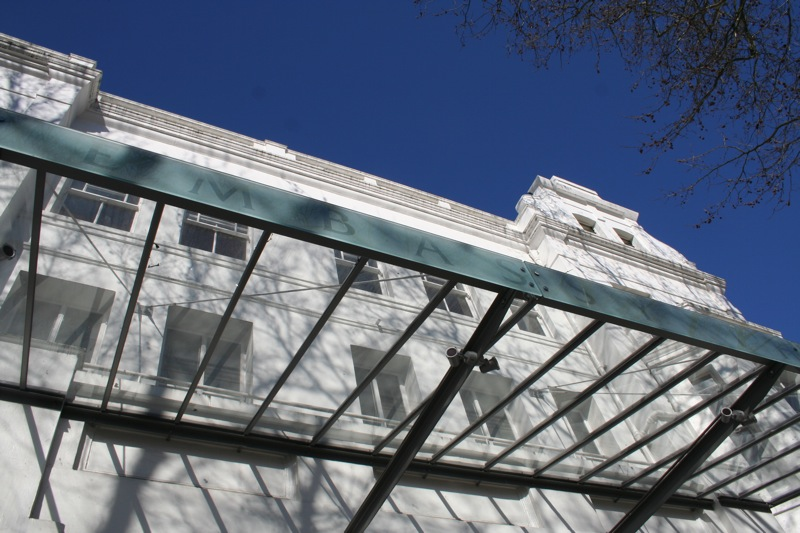
Școala centrală de dicție și dramă din Londra.

Central School of Speech and Drama (CSSD) (Școala Centrală de dicție și dramă) este una dintre cele mai renumite școli de dramaturgie din Europa. Ea luat ființă în Londra în anul 1906, azi a devenit un colegiu al instituției University of London. La școala centrală promovează actori care din anul 2005 au posibilitatea de a obține o diplomă academică.